# Moringua
Moringua là một chi cá chình trong họ Moringuidae tại vùng nước nhiệt đới và cận nhiệt đới nông.

## Các loài
Hiện tại người ta công nhận 12 loài thuộc chi này:
- Moringua abbreviata (Bleeker, 1863)
- Moringua arundinacea (McClelland, 1844) (Bengal spaghetti eel)
- Moringua bicolor Kaup, 1856
- Moringua edwardsi (D. S. Jordan & Bollman, 1889) (Spaghetti eel)
- Moringua ferruginea Bliss, 1883 (Rusty spaghetti eel)
- Moringua javanica (Kaup, 1856) (Java spaghetti eel)
- Moringua macrocephalus (Bleeker, 1863)
- Moringua macrochir Bleeker, 1855
- Moringua microchir Bleeker, 1853 (Lesser thrush eel)
- Moringua penni L. P. Schultz, 1953 (Penn's thrush eel)
- Moringua raitaborua (F. Hamilton, 1822) (Purple spaghetti eel)